# Thomas-Jean Pichon
Pour les articles homonymes, voir Pichon.
Thomas-Jean Pichon, né au Mans sur la paroisse Saint-Jean-de-la-Chevrie le 2 mai 1731, mort au Mans en 1812, est un homme d'Église et homme de lettres français, docteur en théologie et chanoine de la Sainte-Chapelle du Mans.

## Biographie
Il est  le fils de Thomas Pichon, tanneur, et de Marthe Huon.
« Prêtre érudit et lettré », il est nommé chantre et chanoine du chapitre royal de St Pierre la Cour grâce à la protection de Mgr de Jouffroy-Gonsans. Au Mans, il est aussi secrétaire de la correspondance du bureau d’Agriculture.
Il est nommé historiographe du comte de Provence en 1771. « ennemi de la scholastique et des séminaires », il se dit dès 1767 « théologien patriote». Il est un partisan de la constitution civile du clergé.
Dans sa Physique de l'histoire, il étudie le rapport des climats avec les passions, les mœurs, les aptitudes des peuples. Quelle est la cause de la diversité de la couleur de la peau des hommes ? de l'amour relativement au climat ? Le dernier chapitre est consacré à l'influence générale des lois sur le tempérament et les inclinations des hommes dans tous les climats. On trouve un chapitre sur la couleur de la peau des hommes et une réfutation de l'hypothèse de Maupertuis dans sa Vénus physique.
Son Mémoire sur les abus du célibat est un texte démographique dans lequel il soutient le devoir politique de la procréation, car la population est nécessaire à l'État. Il propose de créer un impôt, qu'il appelle « tribut de tolérance », sur les célibataires, tant hommes que femmes, divisés en six classes selon leur fortune.

## Publications
- La Raison triomphante des nouveautés, ou Essai sur les mœurs et l'incrédulité, Paris, J. B. Garnier, 1756 (dédié à messieurs les beaux esprits du siècle). Numérisé sur gallica
- Traité historique et critique de la nature de Dieu, Paris, J. B. Garnier, 1758. Numérisé.
- Cartel aux philosophes, a quatre pattes, ou L'immatérialisme opposé au matérialisme (1763)
- La Physique de l'histoire, ou Considérations générales sur les principes élémentaires du tempérament et du caractère naturel des peuples, Amsterdam, aux dépens de la Compagnie, 1765. Numérisé.
- Mémoire sur les abus du célibat dans l'ordre politique et sur le moyen possible de les réprimer, Amsterdam, 1765 (commence par une lettre de l'auteur à ses confrères de la Société Royale d'Agriculture, au Bureau du Mans) Numérisé.
- Mémoire sur les abus dans les mariages, et sur le moyen possible de les réprimer, Amsterdam et à Paris, chez Vente, 1766. Numérisé.
- Les Droits respectifs de l'État et de l'Église rappelés à leurs principes, Avignon, et à Paris, chez Vente, 1766. Numérisé.
- Des études théologiques, ou Recherches sur les abus qui s'opposent au progrès de la théologie dans les écoles publiques, & sur les moyens possibles de les réformer en France (1767)
- Sacre et couronnement de Louis XVI, roi de France et de Navarre à Rheims, le 11 juin 1775, 1775. Numérisé sur gallica.
- Les Arguments de la raison en faveur de la philosophie, de la religion et du sacerdoce, ou Examen de l'Homme de M. Helvétius, Londres, et à Paris, chez Vente, 1776. Numérisé sur gallica.
- Avis fraternel aux prêtres catholiques du département de la Sarthe, sur les avantages et les inconvénients de la célébration du culte religieux dans des temples publics ou dans des maisons particulières, et sur les moyens faciles de rétablir promptement dans leur église la paix générale des consciences et l'exacte conformité des sentiments orthodoxes, Le Mans, Monnoyer, 1799.